# پاتریک وین
پاتریک وین (انگلیسی: Patrick Wayne؛ زادهٔ ۱۵ ژوئیهٔ ۱۹۳۹) بازیگر اهل ایالات متحده آمریکا است پاتریک وین فرزند جان وین یکی از سوپر استار‌های هالیوود است.
از فیلم‌ها یا برنامه‌های تلویزیونی که وی در آن نقش داشته است، می‌توان به اسلج همر!، جویندگان، صخره مرجانی دونووان، اسلحه‌های جوان و من و بچه خرس‌ها اشاره کرد.

## زندگی شخصی
وین از بازیگری بازنشسته شده و در کالیفرنیا زندگی می‌کند.